# Кувіо
Кувіо (італ. Cuvio) — муніципалітет в Італії, у регіоні Ломбардія, провінція Варезе.
Кувіо розташоване на відстані близько 540 км на північний захід від Рима, 65 км на північний захід від Мілана, 13 км на північний захід від Варезе.
Населення — 1674 особи (2014).

## Демографія
Населення за роками:

Станом на 1 січня 2023 року в муніципалітеті офіційно проживало 147 іноземців з 24 країн, серед них 25 громадян країн Євросоюзу та 10 громадян України.

## Сусідні муніципалітети
- Ацціо
- Барассо
- Казальцуїньо
- Кастелло-Каб'яльйо
- Коккуїо-Тревізаго
- Комеріо
- Кувельйо
- Гавірате
- Орино